# Appias panda
Appias panda або нікобарський альбатрос — невеликий метелик родини Pieridae, який трапляється на Нікобарських островах Індії.